# Claudio Casacci
| 15968 Waltercugno      | 27 febbraio 1998 |
| 20194 Ilarialocantore  | 30 gennaio 1997  |
| 21256 Robertobattiston | 14 febbraio 1996 |
| 24856 Messidoro        | 15 gennaio 1996  |
| 24890 Amaliafinzi      | 4 dicembre 1996  |
| 43881 Cerreto          | 25 febbraio 1995 |

Claudio Casacci (Este, 1958) è un astronomo amatoriale italiano di professione esperto aerospaziale.
Gli è stato dedicato l'asteroide 4814 Casacci.
Onorificenze:
Nel 2004 è stato nominato Commendatore dell'Ordine al merito della Repubblica italiana.
Stella al Merito del Lavoro 1/05/2015